# O'Dessa
Pour les articles homonymes, voir Odessa (homonymie).
Pour plus de détails, voir Fiche technique et Distribution.
O'Dessa est un film américain réalisé par Geremy Jasper et sorti en 2025. Il s'agit d'un film mêlant science-fiction post-apocalyptique et film musical.
Il sera présenté en avant-première au festival South by Southwest d'Austin, avant sa diffusion aux États-Unis sur Hulu et sur Disney+ en France.

## Synopsis
Dans un futur post-apocalyptique, une jeune fermière nommée O'Dessa — passionnée de musique — tente de récupérer son héritage familial. Pour cela, elle va se rendre dans une ville étrange et dangereuse où elle rencontrera le grand amour et plein de dangers.

## Fiche technique
Sauf indication contraire, les informations mentionnées dans cette section peuvent être confirmées par la base de données cinématographiques IMDb,  présente dans la section « Liens externes ».
- Titre original : O'Dessa
- Réalisation et scénario : Geremy Jasper
- Musique : Geremy Jasper et Jason Binnick
- Décors : Scott Dougan
- Costumes : Odile Dicks-Mireaux et Anna Munro
- Photographie : Rina Yang
- Montage : Jay Rabinowitz et Jane Rizzo
- Production : Michael Gottwald, Erika Milutin, Noah Stahl

Producteurs délégués : Dan Janvey, Jonathan Montepare, Lourenço Sant'Anna, Rodrigo Teixeira et Alan Terpins
- Sociétés de production : Department of Motion Pictures et RT Features
- Sociétés de distribution : Hulu / Searchlight Pictures (États-Unis), Disney+ (France)
- Budget : N/A
- Pays de production :  États-Unis
- Langue originale : anglais
- Format : couleur
- Genre : science-fiction post-apocalyptique, musical, drame, romance
- Durée : 106 minutes
- Dates de sortie[1] :
  - États-Unis : 8 mars 2025 (festival South by Southwest)
  - États-Unis : 20 mars 2025 (Hulu)
  - France : 20 mars 2025 (Disney+)
- Classification[2] :
  - États-Unis : PG-13

## Distribution
- Sadie Sink (VF : Clara Quilichini) : O'Dessa Galloway
- Kelvin Harrison Jr. (VF : Mike Fédée) : Euri Dervish
- Murray Bartlett (VF : Jean-Pierre Michaël) : Plutonovich
- Regina Hall (VF : Géraldine Asselin) : Neon Dion
- Mark Boone Junior (VF : Gilles Morvan) : le père Walt
- Bree Elrod (en) (VF : Marion Trintignant) : Calliope
- Pokey LaFarge : Vergil
- Marinko Prga (en) : Vulturo

 Source et légende : version française (VF) sur RS Doublage

## Production
En janvier 2023, il est annoncé que Searchlight Pictures développe un drame musical post-apocalyptique écrit et réalisé par Geremy Jasper, avec Sadie Sink dans le rôle principal. En avril 2023, Regina Hall, Pokey LaFarge et Murray Bartlett rejoignent à leur tour le film,.
Le tournage débute en mai 2023 en Croatie. Il se déroule notamment à Zagreb ainsi qu'à Buffalo dans l'État de New York.

## Sortie et accueil
O'Dessa sera présenté le 8 mars 2025 en avant-première au festival South by Southwest d'Austin. Il sera ensuite distribué aux États-Unis par Searchlight Pictures sur Hulu dès le 20 mars 2025,.